# (15809) 1994 JS
(15809) 1994 JS — транснептуновый объект, расположенный в поясе Койпера за орбитой Плутона. Он находится в орбитальном резонансе 3:5 с Нептуном, повлиял на разработку теорий транснептуновых объектов. Открыт 11 мая 1994 года Дэвидом Джуиттом и Джейн Х. Лу.